# Шубинский сельсовет (Новосибирская область)
Шубинский сельсовет — сельское поселение в Барабинском районе Новосибирской области Российской Федерации.
Административный центр — село Шубинское.

## История
Статус и границы сельского поселения установлены Законом Новосибирской области от 2 июня 2004 года № 200-ОЗ «О статусе и границах муниципальных образований Новосибирской области»

## Население
| 2002 | 2010 | 2012 | 2013 | 2014 | 2015 | 2016 |
| ---- | ---- | ---- | ---- | ---- | ---- | ---- |
| 986  | ↘760 | ↘726 | ↘720 | ↘703 | ↘686 | ↗691 |
| 2017 | 2018 | 2019 | 2020 | 2021 |      |      |
| ↘682 | ↘679 | ↘671 | ↘665 | ↘634 |      |      |

## Состав сельского поселения
| № | Населённый пункт                         | Тип населённого пункта       | Население |
| - | ---------------------------------------- | ---------------------------- | --------- |
| 1 | Красный Пахарь                           | посёлок                      | ↘117      |
| 2 | Круглоозёрка                             | деревня                      | ↘98       |
| 3 | Остановочная Платформа 3017 км           | железнодорожный разъезд      | ↘2        |
| 4 | Остановочная Платформа 3020 км           | разъезд                      | ↘6        |
| 5 | Остановочная Платформа 3023 км Барабушка | железнодорожный разъезд      | ↘18       |
| 6 | Шубинское                                | село, административный центр | ↘519      |

### Упразднённые населённые пункты
- Голдоба — упразднённая в 1978 году деревня.
- Торгаши — упразднённая в 1968 году деревня.